# Corneville-la-Fouquetière
 Corneville-la-Fouquetière  là một xã thuộc tỉnh Eure trong vùng Normandie miền bắc nước Pháp.